# Iloilo
Iloilo é um província de  primeira classe de renda da província (d) na região Visayas Ocidentais (Região VI), nas Filipinas. De acordo com o censo de 1 de maio  de  2020 possui uma população de 2 051 899 pessoas e 432 771 domicílios.
A sua capital é Cidade de Iloilo.

## Subdivisões
Municípios
- Ajuy
- Alimodian
- Anilao
- Badiangan
- Balasan
- Banate
- Barotac Nuevo
- Barotac Viejo
- Batad
- Bingawan
- Cabatuan
- Calinog
- Carles
- Concepcion
- Dingle
- Dueñas
- Dumangas
- Estancia
- Guimbal
- Igbaras
- Janiuay
- Lambunao
- Leganes
- Lemery
- Leon
- Maasin
- Miagao
- Mina
- Nova Lucena
- Oton
- Pavia
- Pototan
- San Dionisio
- San Enrique
- San Joaquin
- San Miguel
- San Rafael
- Santa Barbara
- Sara
- Tigbauan
- Tubungan
- Zarraga

Cidades
- Passi
- Cidade de Iloilo  (Independente administrativamente da província mas agrupada sob Iloilo pela Autoridade Filipina de Estatísticas.)